# 2014年纽约警官被杀案件
2014年纽约警官被杀案件是指美国东部时间2014年12月20日下午2点47分，在美国纽约市布鲁克林区贝德福德·斯泰福斯特街区，两名纽约警察局警官被蓄意枪击身亡。28岁的凶手伊斯迈伊尔·阿卜杜拉·布林斯利在行凶后逃入纽约地铁站自杀。 该案件被认为是針對此前的邁克爾·布朗命案（密苏里州圣路易斯县弗格森）及埃里克·加纳死亡案（紐約市）的报复行为。

## 背景
本案件发生的几周前，大陪审团判决不起诉纽约市警察局警官丹尼尔·潘塔里奥（Daniel Pantaleo），丹尼尔·潘塔里奥此前因为在2014年7月17日在纽约街头执勤时对被害人埃里克·加纳（Eric Garner）的行为致其身亡。 大陪审团的这个判决引起了纽约市内的多次抗议示威活动，以及对警方暴力执法、缺乏问责机制而興起的全國性反对浪潮。这次的抗议活动时逢密苏里州圣路易斯县弗格森发生弗格森骚乱事件，后者也肇因於大陪审团决定不起诉警官达伦·威尔逊（Darren Wilson），此人在2014年8月9日时射杀了迈克尔·布朗。

## 案情
在凶手伊斯迈伊尔·阿卜杜拉·布林斯利搭乘公共汽车抵达布鲁克林区之前，他曾在马里兰州巴尔的摩市奥因斯米尔斯的郊区射傷自己的前女友莎妮卡·妮可·汤普森（Shaneka Nicole Thompson）。而致使两位警官身亡的枪击发生在默特尔大道和汤普金斯大道的一个繁忙十字路口，该路口在布鲁克林区靠近汤普金斯公共住宅。 布林斯利靠近了一辆警車的侧窗位置，当时坐在车内的是布鲁克林第84分局的警官刘文健和拉斐尔·拉莫斯（Rafael Ramos）。之后布林斯利掏出一把半自动手枪向两位警官射击多次，子弹命中二人的头部和上身，并使二人当场身亡。在纽约警局派出警力到场追捕他时，布林斯利逃入紐約地鐵G線的美特尔-威洛比大道站（IND跨城线），根据警方陈述，他在站内使用手枪自杀身亡。

## 受害人

### 刘文健
刘文健（Wenjian Liu，1982年4月8日－2014年12月20日），美籍华人，出生于中国广东省台山市。12岁时随父母移民到美国，是家里的独子。他在纽约市警察局已工作7年。他在2014年10月刚与妻子结婚。刘在搶救時其精子被提取並被冷冻。3年後刘文健妻子通過人工授精的方式生下女兒。

### 拉斐尔·拉莫斯
拉斐尔·拉莫斯（Rafael Ramos，1974年12月9日－2014年12月20日），在皇后区格伦代尔长期居住。他加入纽约警察局后曾担任学校保卫处探员，在2012年1月被晋升为警官。他已婚并有两个儿子。拉斐尔·拉莫斯在他的教会--皇后区格伦代尔的基督教礼拜堂里很活跃。他曾就读于神学院，才刚完成培训课程，成为一名志愿牧师。他曾计划自己要在卸下警職后投入教會。

### 莎妮卡·妮可·汤普森
莎妮卡·妮可·汤普森（Shaneka Nicole Thompson，事发时29岁），事发当天的大量媒体报道中并没有提及她亦为同一案件的受害人。汤普森是本案凶手的前女友，亦在案發當天被其射中腹部，但幸运地活了下来、情况稳定。警方在對她的讯问中得知：案发同日，布林斯利曾去找她，两人发生了争执。布林斯利想拿手枪自杀但被汤普森阻止，最后布林斯利向汤普森开枪并离开前往布鲁克林。在射傷汤普森后，布林斯利曾打电话给汤普森的母亲和其他家人，并称枪击是个意外。

## 凶手
伊斯梅尔·阿卜杜拉·布林斯利（Ismaaiyl Abdullah Brinsley，1986年10月31日－2014年12月20日）在案发前有长期犯罪历史，并被家人所疏远。他出生在纽约市布鲁克林区的一个穆斯林非洲裔美国人的家庭。他曾因为拥有武器和抢劫罪被逮捕，其中在乔治亚州州和俄亥俄州共有19次被捕的记录。在乔治亚州，他曾犯下持有武器的重罪，而且在案发前，他本人仍居住在該州。布林斯利一年前曾试图自杀。 案发当天，他在杀死警察之前曾试图用自己的枪支自杀，但他在女友劝说下放弃後，却反而向女友开枪。 从女友那里离开后，他曾在自己的Instagram帐号上發帖，表示將對埃里克·加纳和迈克尔·布朗兩起命案進行报复，公開了弒警意图。随后他乘坐巴士前往纽约市的途中，他发出的信息写到：「今天我要把翅膀插到猪身上……他们弄死我们中的一个……让我弄死他们兩個……就像那样」（I'm putting Wings on Pigs Today ... They Take 1 of Ours ... Lets Take 2 of Theirs. （原文如此））随后巴尔的摩警察局追踪到布林斯利从巴尔的摩到纽约的行踪，并给纽约警察局发出一份昭示了其意图的传真；这份传真在案发前的1分钟发抵纽约。
布林斯利据称与美国的监狱黑帮黑色游击队家族有勾結，根据警方线人的情报，该黑帮曾打算对警察进行报复攻击。但据一位匿名的联邦执法线人引述，两者并没有明显的关系。

## 回应

### 官方
美国总统巴拉克·奥巴马在事发当天发表声明：无条件谴责发生在纽约市针对警员的枪杀事件；他说警官每天冒着自己的生命安危来保护和帮助美国人，他们值得美国人的尊重和感恩；并向受害者家属表示同情。